# Impatiens hubertii
Impatiens hubertii är en balsaminväxtart som beskrevs av Joseph Dalton Hooker. Impatiens hubertii ingår i släktet balsaminer, och familjen balsaminväxter. Inga underarter finns listade i Catalogue of Life.